# جاك رامزي (سياسي)
جاك رامزي هو سياسي كندي، ولد في 23 أغسطس 1937 في بيغار في كندا. حزبياً، نشط في حزب الإصلاح الكندي. وقد انتخب عضو مجلس العموم الكندي.